# Jaskółka rudawa
Jaskółka rudawa (Cecropis daurica) – gatunek niewielkiego, częściowo wędrownego ptaka z rodziny jaskółkowatych (Hirundinidae). Systematyka gatunku jest nadal sporna. W najnowszym ujęciu systematycznym obejmuje populacje zamieszkujące południową, południowo-wschodnią i wschodnią Azję, zimujące w strefie tropikalnej Azji oraz w północnej Australii. Stwierdzenia z Polski (do 2021 roku odnotowano ich 21, łącznie obserwowano 23 osobniki) dotyczą jaskółki śródziemnomorskiej (Cecropis rufula) uznawanej dawniej za jeden z podgatunków jaskółki rudawej.

## Systematyka
Gatunek został opisany naukowo pod nazwą Hirundo daurica, obecnie klasyfikowany jest w rodzaju Cecropis.
Systematyka gatunku C. daurica jest kwestią sporną. W najnowszym ujęciu systematycznym IOC i serwis Birds of the World wyróżniają 8 podgatunków:
- C. daurica daurica (Laxmann, 1769) – jaskółka rudawa[4] – północno-wschodni Kazachstan i Mongolia do południowo-środkowych Chin
- C. daurica japonica (Temminck & Schlegel, 1845) – południowo-wschodnia Syberia, Korea i Japonia do południowych Chin
- C. daurica nipalensis (Hodgson, 1837) – Himalaje do północnej Mjanmy
- C. daurica erythropygia (Sykes, 1832) – środkowe Indie
- C. daurica mayri (B.P. Hall, 1953) – północno-wschodni Bangladesz, północno-wschodnie Indie, północna Mjanma i południowe Chiny
- C. daurica stanfordi (Mayr, 1941) – Mjanma, Tajlandia, Laos, Kambodża, Wietnam
- C. daurica vernayi (Kinnear, 1924) – południowa Mjanma i zachodnia Tajlandia
- C. daurica striolata (Schlegel, 1844) – jaskółka modrogłowa[4] – Tajwan, Filipiny, Wielkie Wyspy Sundajskie, Małe Wyspy Sundajskie

Na liście ptaków świata opracowywanej we współpracy BirdLife International z autorami Handbook of the Birds of the World (systematyka według tej listy jest stosowana w Czerwonej księdze gatunków zagrożonych IUCN) do C. daurica włączane jest dodatkowe 6 podgatunków, dwa z nich są przez IOC i Birds of the World klasyfikowane jako osobne gatunki (jaskółka śródziemnomorska C. rufula oraz jaskółka malajska C. badia), a kolejne 4 jako podgatunki jaskółki wyżynnej C. melanocrissus. W tym szerszym ujęciu systematycznym zasięg gatunku rozciąga się od południowo-zachodniej Europy oraz północno-zachodniej i zachodniej Afryki na wschód aż po wschodnią i południowo-wschodnią Azję.
Jaskółkę cejlońską (C. hyperythra) także uznawano za podgatunek jaskółki rudawej, obecnie jest ona klasyfikowana jako oddzielny gatunek.

## Morfologia
WyglądBrak dymorfizmu płciowego. Wierzch ciała czarny z metalicznym, niebieskim połyskiem, na karku i kuprze ciemnordzawe przepaski. Spód biało-rdzawy z ciemnym, podłużnym kreskowaniem. Młode o bledszym wierzchu i bardziej rdzawym spodzie.
Wymiary średniedługość ciała – 16–17 cm lub 17–19 cm
masa ciała – jedna zważona samica C. d. mayri ważyła 22 g

## Ekologia
BiotopOtwarte przestrzenie w pobliżu zbiorników wodnych i miejsc dogodnych do założenia gniazda, klify, polany leśne, miasta, wsie, pola ryżowe i inne tereny rolnicze.
GniazdoNa skalnych ścianach, w jaskiniach, na mostach, w tunelach i na ścianach budynków. Gniazdo zamknięte, podobne do gniazda oknówki, lecz o dłuższym tunelu wejściowym. Zbudowane jest z grudek błota, wyłożone suchymi trawami i paroma piórami.
JajaBiałe; w zniesieniu 5–6 jaj na Syberii, zazwyczaj 3–4 (sporadycznie 5) w reszcie Azji.
Wysiadywanie, pisklętaBrak informacji na temat okresu inkubacji i przebywania piskląt w gnieździe.
PożywienieOwady chwytane w locie.

## Status i ochrona
Międzynarodowa Unia Ochrony Przyrody (IUCN) uznaje jaskółkę rudawą za gatunek najmniejszej troski (LC – Least Concern), stosuje jednak (jak wyżej wspomniano) starsze, szersze ujęcie systematyczne. Globalny trend liczebności populacji uznawany jest za wzrostowy.
Na terenie Polski gatunek ten jest objęty ścisłą ochroną gatunkową.